# Amina Pirani Maggi
Amina Pirani Maggi, pseudonimo di Anna Maria Maggi (Verona, 15 gennaio 1892 – Roma, 10 novembre 1979), è stata un'attrice italiana.

## Biografia
Importante attrice caratterista, cominciò a calcare i palcoscenici sin da bambina, recitando soprattutto in dialetto. Esordì al cinema non più giovanissima, negli anni trenta, partecipando, in piccole parti, a film come Seconda B (1934) di Goffredo Alessandrini e I grandi magazzini (1939) di Mario Camerini.
Fu una delle caratteriste più richieste e attive del periodo post-bellico: la sua carriera proseguì infatti senza sosta sino all'anno della sua morte, il 1979. Apparve in pellicole importanti del cinema italiano, come Altri tempi (1952) di Alessandro Blasetti, ma lavorò anche in produzioni internazionali, comparendo in La maja desnuda (1958), di Henry Koster, con Ava Gardner.
Importante anche la sua attività nel doppiaggio: infatti fece parte di quel gruppo di attori che nel 1931 iniziarono a Roma a lavorare nelle versioni italiane di film esteri.
Attiva anche in vecchiaia, soprattutto in teatro, Amina Pirani Maggi morì nel 1979 a Roma, all'età di 87 anni.
Era moglie dell'attore Italo Pirani.

## Il teatro
- Carmen, di Prosper Mérimée, con Anna Magnani, Roldano Lupi, Carlo Ninchi, Massimo Serato, Amina Pirani Maggi, Marisa Merlini, regia di Gherardo Gherardi, prima al Teatro Quirino di Roma il 15 novembre 1944.

## Filmografia

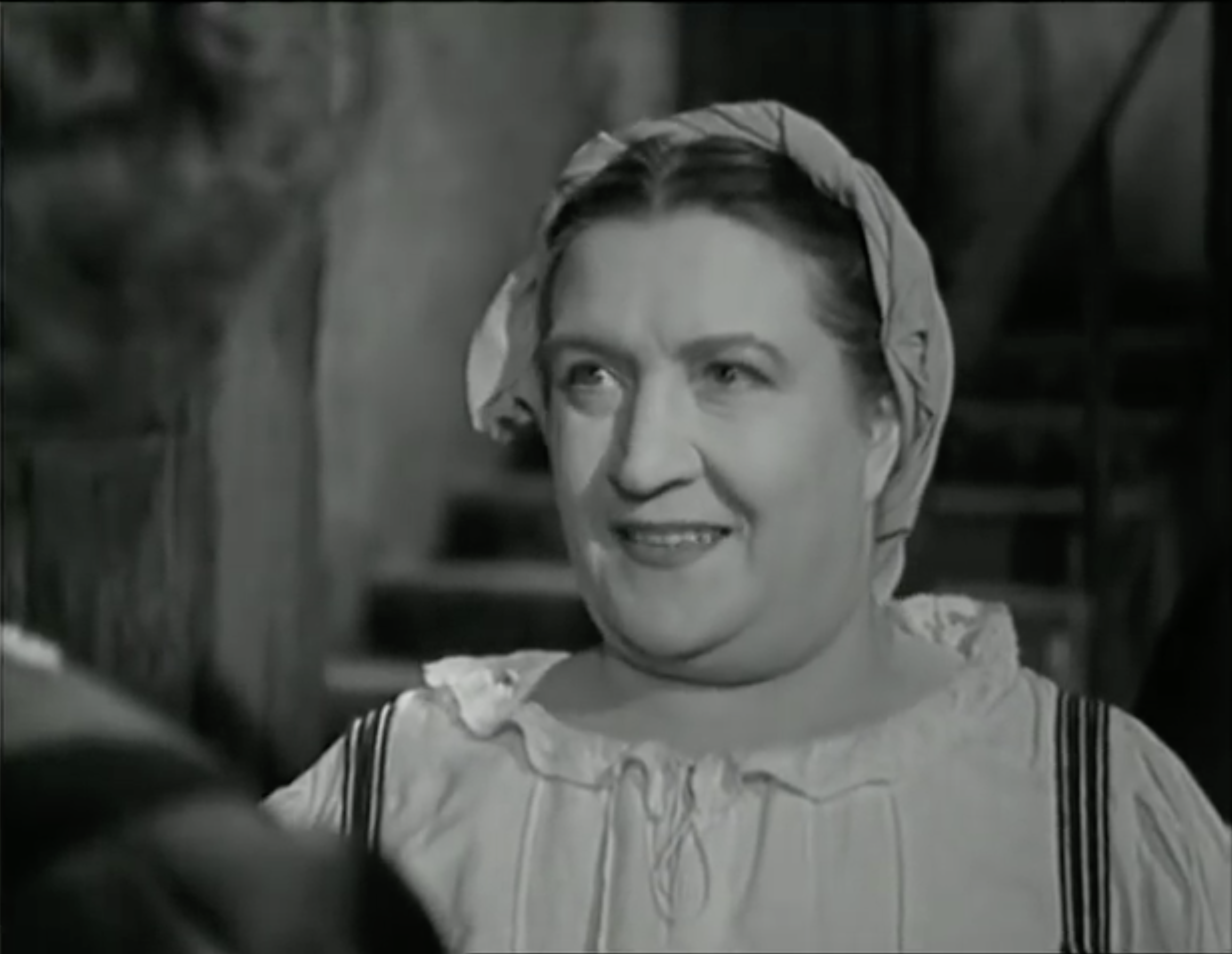
Amina Pirani Maggi nel film La fornarina (1944)

- Televisione, regia di Charles de Rochefort (1931)
- Il treno delle 21,15, regia di Amleto Palermi (1933)
- Seconda B, regia di Goffredo Alessandrini (1934)
- Luci sommerse, regia di Adelqui Migliar (1934)
- Darò un milione, regia di Mario Camerini (1935)
- Vecchia guardia, regia di Alessandro Blasetti (1935)
- Come le foglie, regia di Mario Camerini (1935)
- La damigella di Bard, regia di Mario Mattoli (1936)
- L'argine, regia di Corrado D'Errico (1938)
- Giuseppe Verdi, regia di Carmine Gallone 1938)
- I grandi magazzini, regia di Mario Camerini (1939)
- Mille lire al mese, regia di Max Neufeld (1939)
- Montevergine, regia di Carlo Campogalliani (1939)
- Bionda sottochiave, regia di Camillo Mastrocinque (1939)
- L'ospite di una notte, regia di Carlo Campogalliani (1939)
- Un'avventura di Salvator Rosa, regia di Alessandro Blasetti (1939)
- Manon Lescaut, regia di Carmine Gallone (1940)
- Leggenda azzurra, regia di Giuseppe Guarino (1940)
- Mare, regia di Mario Baffico (1940)
- Cuori nella tormenta, regia di Carlo Campogalliani (1940)
- Oltre l'amore, regia di Carmine Gallone (1940)
- Lucrezia Borgia, regia di Hans Hinrich (1940)
- Caravaggio, il pittore maledetto, regia di Goffredo Alessandrini (1941)
- Ridi pagliaccio, regia di Camillo Mastrocinque (1941)
- Il bravo di Venezia, regia di Carlo Campogalliani (1941)
- L'amore canta, regia di Ferdinando Maria Poggioli (1941)
- Il cavaliere senza nome, regia di Ferruccio Cerio (1941)
- Il re si diverte, regia di Mario Bonnard (1941)
- Villa da vendere, regia di Ferruccio Cerio (1941)
- Teresa Venerdì, regia di Vittorio De Sica (1941)
- Soltanto un bacio, regia di Giorgio Simonelli (1941)
- La pantera nera, regia di Domenico Gambino (1942)
- L'ultimo addio, regia di Ferruccio Cerio (1942)
- Perdizione, regia di Carlo Campogalliani (1942)
- Una volta alla settimana, regia di Ákos Ráthonyi (1942)
- Una signora dell'Ovest, regia di Carl Koch (1942)
- Una storia d'amore, regia di Mario Camerini (1942)
- Luisa Sanfelice, regia di Leo Menardi (1942)
- Il ponte sull'infinito, regia di Alberto Doria (1943)
- La statua vivente, regia di Camillo Mastrocinque (1943)
- La storia di una capinera, regia di Gennaro Righelli (1943)
- Rita da Cascia, regia di Antonio Leonviola (1943)
- La fornarina, regia di Enrico Guazzoni (1944)
- Vietato ai minorenni, regia di Mario Massa (1944)
- L'innocente Casimiro, regia di Carlo Campogalliani (1945)
- Il canto della vita, regia di Carmine Gallone (1945)
- Il marito povero, regia di Gaetano Amata (1946)
- Felicità perduta, regia di Filippo Walter Ratti (1947)
- Arrivederci, papà!, regia di Camillo Mastrocinque (1947)
- Napoli eterna canzone, regia di Silvio Siano (1949)
- Amori e veleni, regia di Giorgio Simonelli (1949)
- Vogliamoci bene!, regia di Paolo William Tamburella (1950)
- Sambo, regia di Paolo William Tamburella (1950)
- La figlia del mendicante, regia di Carlo Campogalliani (1950)
- Il monello della strada, regia di Carlo Borghesio (1950)
- Bellezze in bicicletta, regia di Carlo Campogalliani (1950)
- Tormento di anime, regia di Cesare Barlacchi (1951)
- Amo un assassino, regia di Baccio Bandini (1951)
- Abracadabra, regia di Max Neufeld (1952)
- Altri tempi, epis. Il processo di Frine, regia di Alessandro Blasetti (1952)
- La carrozza d'oro, regia di Jean Renoir (1952)
- Menzogna, regia di Ubaldo Maria Del Colle (1952)
- Chi è senza peccato..., regia di Raffaello Matarazzo (1952)
- Stazione Termini, regia di Vittorio De Sica (1953)
- Vortice, regia di Raffaello Matarazzo (1953)
- La lupa, regia di Alberto Lattuada (1953)
- Torna!, regia di Raffaello Matarazzo (1953)
- Se vincessi cento milioni, regia di Carlo Campogalliani e Carlo Moscovini (1953)
- Questa è la vita, episodio Marsina stretta, regia di Aldo Fabrizi (1954)
- La prigioniera di Amalfi, regia di Giorgio Cristallini (1954)
- La campana di San Giusto, regia di Mario Amendola e Ruggero Maccari (1954)
- Guai ai vinti, regia di Raffaello Matarazzo (1954)
- Buonanotte... avvocato!, regia di Giorgio Bianchi (1955)
- Torna piccina mia!, regia di Carlo Campogalliani (1955)
- L'angelo bianco, regia di Raffaello Matarazzo (1955)
- La donna più bella del mondo, regia di Robert Z. Leonard (1955)
- Porta un bacione a Firenze, regia di Camillo Mastrocinque (1955)
- Mamma sconosciuta, regia di Carlo Campogalliani (1956)
- Totò lascia o raddoppia?, regia di Camillo Mastrocinque (1956)
- Ci sposeremo a Capri, regia di Siro Marcellini (1956)
- Il cavaliere dalla spada nera, regia di Ladislao Kish (1956)
- Ascoltami, regia di Carlo Campogalliani (1957)
- Il corsaro della mezza luna, regia di Giuseppe Maria Scotese (1957)
- L'ultima violenza, regia di Raffaello Matarazzo (1957)
- Le dritte, regia di Mario Amendola (1958)
- Amore e guai..., regia di Angelo Dorigo (1958)
- L'amore nasce a Roma, regia di Mario Amendola (1958)
- La maja desnuda (The Naked Maja), regia di Henry Koster e Mario Russo (1958)
- Il mondo dei miracoli, regia di Luigi Capuano (1959)
- Simpatico mascalzone, regia di Mario Amendola (1959)
- La banda del buco, regia di Mario Amendola (1960)
- Rosmunda e Alboino, regia di Carlo Campogalliani (1961)
- Zorro e i tre moschettieri, regia di Luigi Capuano (1963)
- Soldati e capelloni, regia di Mario Amendola (1964)

## Doppiaggio
- Sara Allgood in La scala a chiocciola
- Lucile Watson in Il ponte di Waterloo